# Petamella prosternalis
Petamella prosternalis är en insektsart som först beskrevs av Heinrich Hugo Karny 1907.  Petamella prosternalis ingår i släktet Petamella och familjen gräshoppor. Inga underarter finns listade i Catalogue of Life.